# Берберович, Джемал
Джема́л Бербе́рович (босн. Džemal Berberović; род. 5 ноября 1981[…], Сараево) — боснийский футболист, защитник.

## Карьера

### Клубная
Воспитанник футбольной школы клуба «Сараево», в котором начал и профессиональную карьеру в 1999 году. Играл за «Сараево» до 2002 года, проведя за это время 114 матчей и забив 9 мячей, некоторое время был капитаном команды.
В 2003 году перешёл в леверкузенский «Байер 04», за который, однако, в официальных матчах так и не сыграл. В 2004 году на правах аренды выступал за клуб «Оснабрюк» из одноимённого города, сыграл в 13 матчах команды. В 2005 году вернулся в родной клуб «Сараево», за который сыграл в 22 матчах и забил 2 мяча.
В 2005 году перешёл в болгарский клуб «Литекс» из Ловеча, где выступал до 2009 года, проведя за это время 121 матч, забив 7 мячей в ворота соперников и став, вместе с командой, один раз обладателем и один раз финалистом Кубка Болгарии. С августа по ноябрь 2007 года на правах аренды выступал в составе «Кубани», за которую сыграл 5 матчей в Высшем дивизионе и ещё 1 матч за дубль, после чего вернулся в «Литекс». В январе 2009 года переехал в Турцию, где выступает за клуб «Денизлиспор» из города Денизли.
Позже играл в Болгарии и Германии.

### В сборной
В составе главной национальной сборной Боснии и Герцеговины выступает с 2004 года. Завершил карьеру в сборной в 2010 году.

## Достижения
- Обладатель Кубка Болгарии: 2007/08
- Финалист Кубка Болгарии: 2006/07